# Огист Пикар
Огист Пикар (фр. Auguste Antoine Piccard; Базел, 28. јануар 1884 — Лозана, 24. март 1962) био је швајцарски физичар и проналазач. Био је професор Бриселског унверзитета. Изучавао је космичке зраке, океанографију и ваздухопловство. Конструисао је стратостат и низ батискафа. Извршио је лет у стратосферу и достигао висину 16.370 метара, с циљем изучавања космичког зрачења. Спустио се батискафом на дубину од 4.000 метара. Био је гост Београда у новембру 1937.